# Comuna Kaștanî, Bahciîsarai
Kaștanî (în ucraineană Каштани) este o comună în raionul Bahciîsarai, Republica Autonomă Crimeea, Ucraina, formată din satele Kaștanî (reședința), Kocerhine, Șevcenkove și Vidradne.

## Demografie
Componența lingvistică a comunei Kaștanî
     Rusă (75,19%)
     Ucraineană (10,69%)
     Tătară crimeeană (9,58%)
     Alte limbi (0,6%)
Conform recensământului din 2001, majoritatea populației comunei Kaștanî era vorbitoare de rusă (75,19%), existând în minoritate și vorbitori de ucraineană (10,69%) și tătară crimeeană (9,58%).